# Guerre civile tchadienne (1979-1982)
Pour les articles homonymes, voir Guerre civile tchadienne.
La deuxième guerre civile tchadienne débute avec les combats qui éclatent en février 1979 entre les différents mouvements du Frolinat et les forces armées tchadiennes régulières, et se poursuit avec la guerre entre ces différents mouvements, opposant principalement Goukouni Oueddei à Hissène Habré. Le 7 juin 1982, les troupes d’Habré entrent dans la capitale et prennent le pouvoir, mettant fin à la guerre.

## Déclenchement
En février 1979, après des tensions survenues dans la capitale, les soldats nordistes quittent les rangs et rejoignent le Frolinat et les Forces armées du Nord (FAN). Des combats éclatent à N’Djamena entre les différents mouvements du Frolinat et les forces armées tchadiennes régulières, qui tournent rapidement à l'avantage des premiers.

## GUNT
Un gouvernement d’union nationale de transition (GUNT) est formé.

## Reprise des hostilités
L'équilibre ne perdure guère et, en mars 1980, Habré chasse le GUNT de la capitale. Les différents mouvements du Frolinat se tournent les uns contre les autres, opposant principalement Goukouni Oueddei à Habré, soutenus respectivement par la Libye et la France.
Les Français évacuent le Tchad, en mai 1980.
Le 7 juin 1982, les hommes d’Habré entrent dans la capitale et prennent le pouvoir.